# Werner R. Heymann
Werner Richard Heymann, (Königsberg, 1896. február 14. – München, 1961. május 30.) német-zsidó zeneszerző, filmzeneszerző. Németországban és Hollywoodban tevékenykedett.

## Pályafutása
Egy kukoricakereskedő négy fia közül a legfiatalabb volt. Werner Heymann fiatalon meghalt bátyja expresszionista verseket írt a Der Sturm folyóiratba. Werner csodagyerek volt, háromévesen kezdett zongorázni, ötévesen hegedülni, és nyolcévesen saját szerzeményeket írt. Tizenkét évesen a Filharmónia tagja lett, és tizenhat éves korában mutatta be első zenekari művét.
Ő írta a zenét Ernst Toller „Transformation” című színművéhez.
Bár az első világháborúban a porosz hadseregben szolgált, ám később bekapcsolódott a Berlin radikális politikájába. Pacifista lett.
Amikor Max Reinhardt megnyitotta a „Sound and Smoke" című szatirikus kabarét, Friedrich Hollaender mellett a másik zongorista lett. Később Erich Pommer filmproducer bemutatta őt az UFA stúdiónak, ahol több tucat zenét írt némafilmekhez, köztük F. W. Murnau Faustjához (1926) és Fritz Lang Spies-éhez (1928).
Amikor megszületett a hangosfilm, népszerű musicalekhez írt dalai slágerekké váltak. Amikor a nemzetiszocialisták 1933-ban átvették a hatalmat, más művészekkel együtt elhagyta Németországot. A szintén emigráns német rendező, Ernst Lubitsch rávette, hogy öt amerikai vígjáték munkáira. Heymann az 1940-es évek elején négyszer volt Oscar-díjra jelölve.
A második világháború után visszatért Németországba, ahol 1952-ben írta a zenét A kék angyal (Marlene Dietrich, Emil Jannings − 1930) című klasszikus film színpadi változatához. Akkoriban tagja volt a 10. Berlini Nemzetközi Filmfesztivál zsűrijének.
Az élete utolsó éveiben magnókazettára rögzített visszaemlékezéseit 2001-ben kiadták Németországban.
Egyszer így foglalta össze gondolatait: „Szeretem a feleségemet, a gyermekemet, a világot, eszem, iszom, dohányzom, vezetek. Szeretem a szabadságot, utálom a diktatúrát, az istentelenséget, a kottaírást és a kavicsokat a cipőmben.”
Egy dokumentumfilm is szól pályafutásáról: „So Wie Ein Wunder”, amelyben lánya, Elisabeth Trautwein szerepel; rendező: Helma Sanders-Brahms. 2012-ben mutatta be a német televízió.

## Filmzene
(válogatás)
- Faust (1926 film)
- The Wooing of Eve (1926)
- Vienna – Berlin (1926)
- The Man in the Fire (1926)
- His Toughest Case (1926)
- Maytime (1926)
- A Sister of Six (1926)
- The White Horse Inn (1926)
- The Brothers Schellenberg (1926)
- The Girl on a Swing (1926)
- The Son of Hannibal (1926)
- Napoléon (1927)
- Valencia (1927)
- A Modern Dubarry (1927)
- My Aunt, Your Aunt (1927)
- Aftermath (1927)
- Eva and the Grasshopper (1927)
- The Last Waltz (1927 film) (1927)
- Regine (1927)
- The Great Leap (1927)
- Spione (1928)
- Melody of the Heart (1929)
- Waltz of Love (1930)
- The Road to Paradise (1930)
- The Three from the Filling Station (1930)
- Der Kongreß tanzt (1931)
- Captain Craddock (1931)
- Her Grace Commands (1931)
- Princess, At Your Orders! (1931)
- Bombs on Monte Carlo (1931)
- Quick (1932)
- Congress Dances (1932)
- I by Day, You by Night (1932)
- A Blonde Dream (1932)
- Happy Ever After (1932)
- The Victor (1932)
- Adorable (1933)
- Season in Cairo (1933)
- Early to Bed (1933)
- Caravan (1934 film) (1934)
- The Great Refrain (1936)
- Angel (1937 film)|Angel (1937)
- Bluebeard's Eighth Wife (1938)
- Ninocska (1939)
- The Shop Around the Corner (1940)
- One Million B.C. (1940)  (Oscar jelölt)
- He Stayed for Breakfast (1940)
- This Thing Called Love (1940)
- She Knew All the Answers (1941)
- Bedtime Story (1941)
- That Uncertain Feeling (1941)  (Oscar jelölt)
- The Wife Takes a Flyer (1942)
- Flight Lieutenant (film)|Flight Lieutenant (1942)
- To Be or Not to Be (1942)  (Oscar jelölt)
- Appointment in Berlin (1943)
- Hail the Conquering Hero (1944)
- Knickerbocker Holiday (1944)  (Oscar jelölt)
- Mademoiselle Fifi (1944)
- It's in the Bag! (1945)
- The Sin of Harold Diddlebock (1947)
- A Heidelberg Romance (1951)
- Alraune (1952)
- The Three from the Filling Station (1955)
- The Congress Dances (1955)
- Bombs on Monte Carlo (1960)

- https://www.imdb.com/name/nm0006128/